# همه‌جا حاضر
همه‌جا حاضر فیلم درام به کارگردانی ایلیان جیوِلیکوف و محسوب سال ۲۰۱۷ در کشور بلغارستان است.

## داستان
فیلم داستان شخصیتی به نام «امیل»، نویسنده و صاحب آژانس آگهی تبلیغاتی است که به تدریج با جاسوسی از خانواده، دوستان و کارکنانش و نصب دوربین‌های جاسوسی مخفی، دچار وسواس می‌شود. چیزی که در ابتدا آن را به عنوان یک سرگرمی و کنجکاوی انجام می‌دهد، حالا به فاجعه‌ای تمام‌عیار بدل شده و امیل با سوء استفاده از این عمل نهایتاً به این نتیجه و حقیقت نزدیک می‌شود که برخی اسرار باید برملا و رازشان گشوده شود.

## جوایز
این فیلم در سال ۲۰۱۷ برنده اصلی فستیوال فیلم «گلدن رُز» (رز طلایی) شد. این فیلم برنده جایزه «بهترین فیلم» و نیز جایزه «ویژه مخاطبین» شد. این فیلم همچنین توانست جایزه «گیلد اِوارد» منتقدین را نیز به دست آورد. «ولیسلاو پاولوف» و «تئودورا دوهونیکووا» نیز جوایزه «بهترین هنرپیشگان نقش اصلی زن و مرد» را به دست آوردند.
این فیلم در سال ۲۰۱۸ هم جایزه «فیپرِسی» جشنواره بین‌المللی فیلم صوفیه را کسب کرد.